# Rajd Szkocji 2009
Rezultaty Rajdu Szkocji (Rally of Scotland 2009), eliminacji Intercontinental Rally Challenge w 2009 roku, który odbył się w dniach 19 listopada - 21 listopada. Była to jedenasta i ostatnia runda IRC w tamtym roku oraz piąta szutrowa. Bazą rajdu było miasto Perth. Zwycięzcami rajdu została brytyjska załoga Kris Meeke i Paul Nagle jadąca Škodą Fabią S2000. Wyprzedzili oni rodaków Alistera McRae i Williama Hayesa w Protonie Satrii Neo S2000 oraz Jonathana Greera i Daia Robertsa w Mitsubishi Lancerze Evo IX.
Rajdu nie ukończyło 13 kierowców. Na 13. oesie wykluczony został Brytyjczyk Kris Meeke (Peugeot 207 S2000). Na 6. oesie wypadkowi uległ Irlandczyk Keith Cronin (Fiat Abarth Grande Punto S2000). Z kolei na 5. oesie wypadł Brytyjczyk Adam Gould (Peugeot 207 S2000), który miał awarię pompy paliwowej.

## Klasyfikacja ostateczna
| Miejsce                  | Zawodnik                 | Pilot                    | Samochód                 | Czas                     | Strata                   | Punkty                   |
| IRC (punktowane pozycje) | IRC (punktowane pozycje) | IRC (punktowane pozycje) | IRC (punktowane pozycje) | IRC (punktowane pozycje) | IRC (punktowane pozycje) | IRC (punktowane pozycje) |
| ------------------------ | ------------------------ | ------------------------ | ------------------------ | ------------------------ | ------------------------ | ------------------------ |
| 1.                       | Guy Wilks                | Phil Pugh                | Škoda Fabia S2000        | 2:17:07.6                |                          | 10                       |
| 2.                       | Alister McRae            | William Hayes            | Proton Satria Neo S2000  | 2:19:54.8                | +2:47.2                  | 8                        |
| 3.                       | Jonathan Greer           | Dai Roberts              | Mitsubishi Lancer Evo IX | 2:22:29.3                | +5:21.7                  | 6                        |
| 4. (6.)                  | Kaspar Koitla            | Andres Ots               | Honda Civic Type-R       | 2:30:58.6                | +13:51.0                 | 5                        |
| 5. (7.)                  | Eamonn Boland            | Michael Joseph Morrissey | Mitsubishi Lancer Evo X  | 2:31:56.3                | +14:48.7                 | 4                        |
| 6. (9.)                  | Willie Bonniwell         | Neil Ewing               | Mitsubishi Lancer Evo IX | 2:35:11.3                | +18:03.7                 | 3                        |
| 7. (11.)                 | Richard Nicoll           | Robert Lumgair           | Mitsubishi Lancer Evo IX | 2:37:18.9                | +20:11.3                 | 2                        |
| 8. (12.)                 | Donnie MacDonald         | Paul Beaton              | Mitsubishi Lancer Evo IX | 2:40:46.8                | +23:39.2                 | 1                        |

## Zwycięzcy odcinków specjalnych
| Dzień      | Odcinek | G. rozp. | Nazwa          | Długość | Zwycięzca      | Czas    | Lider rajdu |
| ---------- | ------- | -------- | -------------- | ------- | -------------- | ------- | ----------- |
| 1 (19 LIS) | SS1     | 20:11    | Scone Palace 1 | 1.53km  | Kris Meeke     | 1:09.6  | Kris Meeke  |
| 1 (19 LIS) | SS2     | 20:26    | Scone Palace 2 | 1.53km  | Kris Meeke     | 1:08.8  | Kris Meeke  |
| 2 (20 LIS) | SS3     | 08:50    | Craigvinean 1  | 17.34km | Kris Meeke     | 11:09.5 | Kris Meeke  |
| 2 (20 LIS) | SS4     | 10:03    | Blackcraig     | 11.50km | Guy Wilks      | 6:47.4  | Kris Meeke  |
| 2 (20 LIS) | SS5     | 12:12    | Errochty       | 21.56km | Kris Meeke     | 13:09.4 | Kris Meeke  |
| 2 (20 LIS) | SS6     | 13:23    | Drummond Hill  | 18.66km | Guy Wilks      | 11:41.2 | Kris Meeke  |
| 2 (20 LIS) | SS7     | 16:05    | Craigvinean 2  | 17.34km | Kris Meeke     | 11:21.0 | Kris Meeke  |
| 3 (21 LIS) | SS8     | 08:00    | Achray 1       | 16.41km | Guy Wilks      | 10:59.2 | Kris Meeke  |
| 3 (21 LIS) | SS9     | 08:34    | Fairy Knowe 1  | 7.54km  | Kris Meeke     | 5:14.4  | Kris Meeke  |
| 3 (21 LIS) | SS10    | 09:10    | Loch Ard 1     | 33.52km | Kris Meeke     | 22:02.9 | Kris Meeke  |
| 3 (21 LIS) | SS11    | 12:56    | Achray 2       | 16.41km | Guy Wilks      | 11:13.2 | Kris Meeke  |
| 3 (21 LIS) | SS12    | 13:30    | Fairy Knowe 2  | 7.59km  | Guy Wilks      | 5:18.6  | Kris Meeke  |
| 3 (21 LIS) | SS13    | 14:06    | Loch Ard 2     | 33.52km | Jock Armstrong | 23:53.2 | Guy Wilks   |